# Comlăușa, Satu Mare
Comlăușa este un sat în comuna Bătarci din județul Satu Mare, Transilvania, România. Este situat pe DJ109M. Prima atestare documentară a satului este din 1378.

 Acest articol despre o localitate din județul Satu Mare este deocamdată un ciot. Puteți ajuta Wikipedia prin completarea lui.

1. ↑  Coriolan Suciu (1968). „Dicționar istoric al localităților din Transilvania (literele A-N)” (PDF). Accesat în 14 februarie 2024.